# BenQ
BenQ Corporation é uma empresa com sede em Taipei, Taiwan especializada no fabricação de aparelhos eletrônicos de computação, comunicação e de consumo. O nome da empresa significa Bringing Enjoyment N Quality to life.

## História

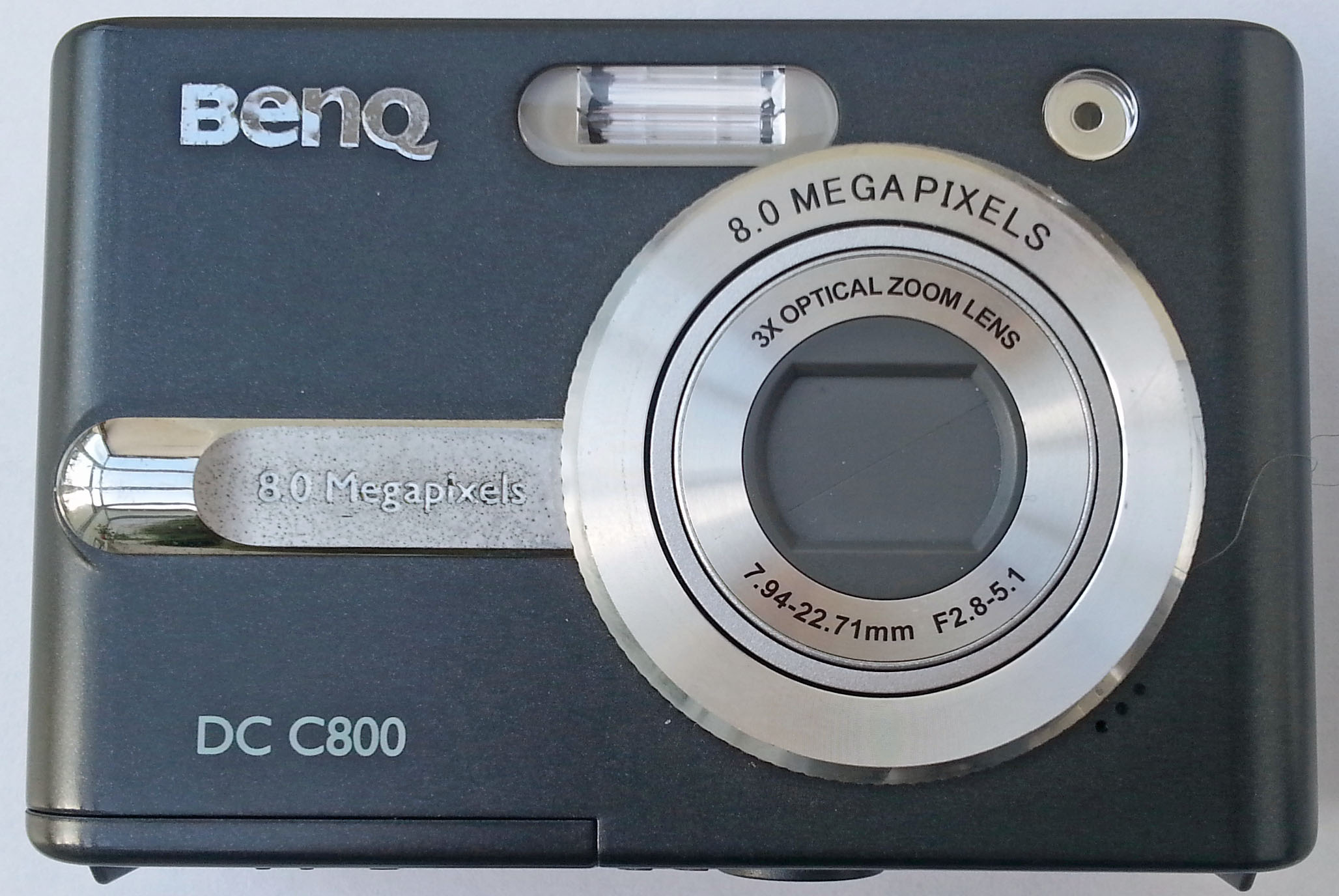
Câmera BenQ.

A BenQ começou como uma divisão da Acer em 2001, em 2003 lançou seu primeiro celular, o M775C, em 2005 a BenQ comprou a divisão Siemens mobile da empresa alemã Siemens, e poderá utilizar os direitos de comercialização dos produtos de telefonia celular por cinco anos sob a marca BenQ-Siemens.
Em 2006 a Acer tirou sua participação na empresa, no mesmo ano a fusão BenQ-Siemens anunciou sua falência, apesr disso, a Benq continuou lançando celulares de marca própria em alguns países da Ásia.